# Resplendor do Senhor dos Passos da Graça

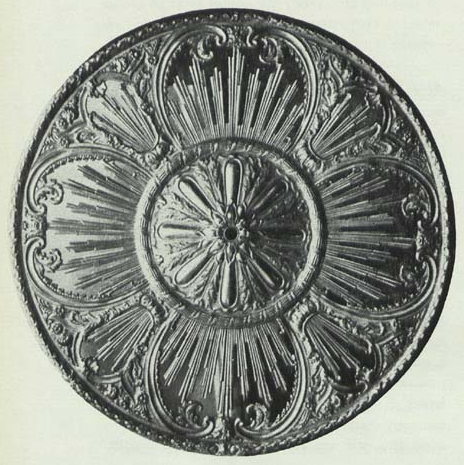
O Resplendor do Senhor dos Passos da Graça

O Resplendor do Senhor dos Passos da Graça é uma peça de ourivesaria portuguesa, que serve de resplendor para a imagem do Senhor dos Passos que se venera no Convento da Graça, em Lisboa.
O resplendor rico da Graça é apenas usado uma vez por ano, por ocasião da Procissão do Senhor dos Passos da Graça, durante a Quaresma. Apesar disso, a sua fama difundiu-se e serviu de modelo a grande número de outros resplendores: um dos mais extraordinários exemplos é o resplendor açoriano do Senhor Santo Cristo dos Milagres, também ele reservado para o dia da sua festa.

## História
Embora a tradição apontasse a peça como tendo sido uma doação do rei D. João V (fervoroso devoto do Senhor dos Passos da Graça, como também foram seus pais, D. Pedro II e D. Maria Sofia de Neuburgo), o primeiro registo da presença da jóia na capela do Senhor dos Passos data de 1754.

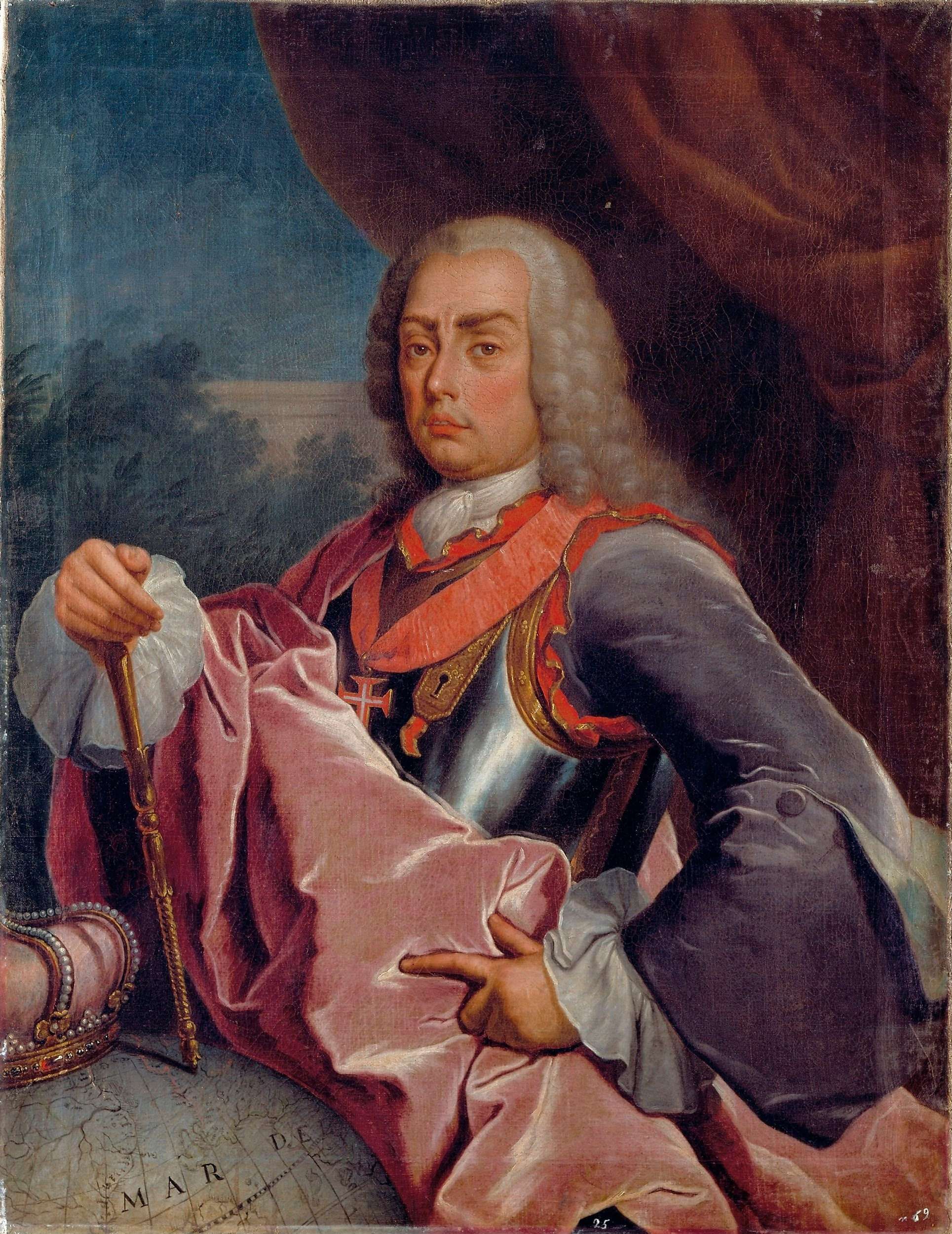
D. José I

O resplendor terá sido oferecido por D. José I em 17 de Setembro de 1753, em acção de graças pelo restabelecimento da saúde da Princesa D. Maria Francisca, quando esta se encontrava gravemente doente: no dia 8 de Julho de 1753, a imagem do Senhor dos Passos da Graça foi conduzida à  Basílica Patriarcal, sendo transportada em solene procissão aos ombros do próprio rei e de todos os príncipes, juntamente com D. João da Bemposta, dos Marqueses das Minas, do Louriçal e de Távora. A imagem regressou à Graça acompanhada por seis tocheiros de prata oferecidos pelo rei (que não chegaram aos nossos dias), que pela sua descrição em inventário se supõe serem objectos preciosos que faziam parte do primitivo recheio da Patriarcal — a doação conjunta faz supor que o próprio resplendor seja obra encomendada ao tempo de D. João V, para ornato de alguma das magníficas imagens de prata que se sabe terem existido na Patriarcal (entre as quais avultava uma Imaculada Conceição de tamanho natural), limitando-se D. José a oferecê-lo à imagem que tamanho auxílio 
teria prestado a sua filha. Esta hipótese é congruente com a análise formal da peça, que não possui no seu recorte a expressão artística do rococó mais consentânea com as produções do período josefino. Atribui-se a concepção da peça ao ourives-arquitecto João Frederico Ludovice.
Escondida a tempo, a peça em ouro foi das poucas da Irmandade do Senhor dos Passos a sobreviver ao saque do Convento da Graça aquando das invasões francesas no início do século XIX.
Em 2014–2015, o Resplendor do Senhor dos Passos da Graça foi uma das peças de destaque na exposição "Splendor et Gloria" no Museu Nacional de Arte Antiga, onde, em conjunto com a Custódia da Bemposta, a Custódia da Sé Patriarcal, o Resplendor do Senhor Santo Cristo dos Milagres e o Hábito Grande das Três Ordens Militares, ilustrou o esplendor artístico da corte de Lisboa no século XVIII.

## Descrição

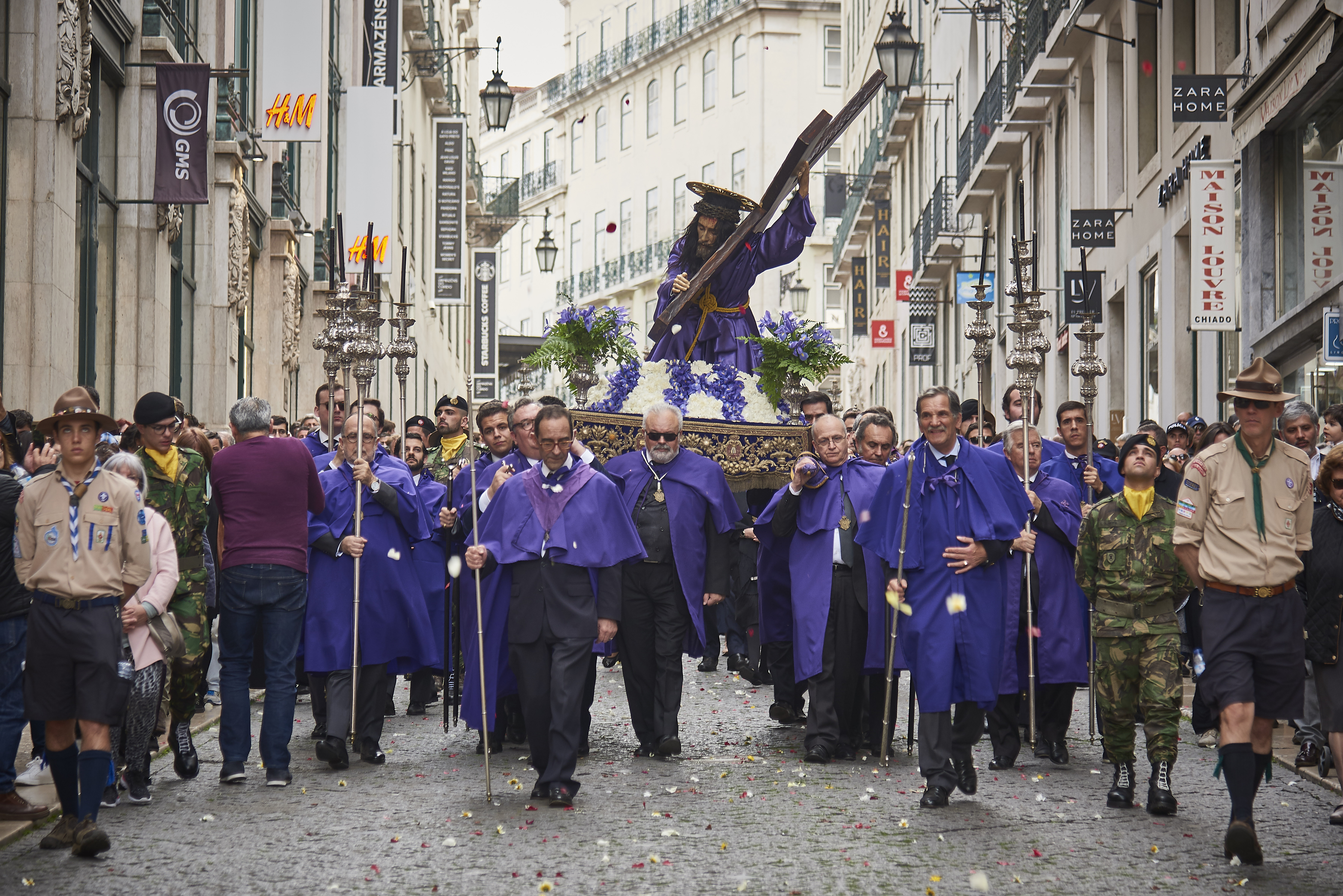
O resplendor em uso durante a Procissão do Senhor dos Passos da Graça, em 2020

A circunferência da peça é delimitada por um festão formado pela sequência de pequenas folhas atadas por fitas; nela inscreve-se uma cruz pátea definida através de volutas lisas rematadas por acantos. As partes vazadas entre as páteras da cruz são encimadas por frontões contracurvados abertos e ostentam raios escalonados; nos eixos, vazamentos ovóides inscrevem motivos raiados idênticos. Mais ao centro, um feixe enlaçado define uma circunferência interna, contendo uma série de oito godrões concêntricos alternados com folhas de acanto. No ponto central, uma teoria de folhas abertas como corola contorna o parafuso de aplicação à imagem.